# Спаспоруб (сельское поселение)
Спаспоруб — административно-территориальная единица (административная территория село Спаспоруб с подчинённой ему территорией) и муниципальное образование (сельское поселение с полным официальным наименованием муниципальное образование сельского поселения «Спаспоруб») в составе Прилузского района Республики Коми Российской Федерации.
Административный центр — село Спаспоруб.

## История
Статус и границы административной территории установлены Законом Республики Коми от 6 марта 2006 года № 13-РЗ «Об административно-территориальном устройстве Республики Коми».
Статус и границы сельского поселения установлены Законом Республики Коми от 5 марта 2005 года № 11-РЗ «О территориальной организации местного самоуправления в Республике Коми».

## Население
| 2010 | 2011 | 2012 | 2013 | 2014 | 2015 | 2016 |
| ---- | ---- | ---- | ---- | ---- | ---- | ---- |
| 886  | ↘878 | ↘852 | ↘814 | ↘791 | ↘788 | ↘752 |
| 2017 | 2018 | 2019 | 2020 | 2021 |      |      |
| ↘744 | ↘743 | ↘717 | ↘700 | ↗854 |      |      |

## Состав
Состав административной территории и сельского поселения:
| № | Населённый пункт | Тип населённого пункта       | Население |
| - | ---------------- | ---------------------------- | --------- |
| 1 | Керес            | деревня                      | 0         |
| 2 | Кулига           | деревня                      | 51        |
| 3 | Плёсо            | деревня                      | 8         |
| 4 | Поруб            | деревня                      | 37        |
| 5 | Поруб-Кеповская  | деревня                      | 64        |
| 6 | Ракинская        | деревня                      | 26        |
| 7 | Спаспоруб        | село, административный центр | 605       |
| 8 | Урнышевская      | деревня                      | 95        |